# بخش کلمبیا (شهرستان لوراین، اوهایو)
بخش کلمبیا (به انگلیسی: Columbia Township) یک منطقهٔ مسکونی در ایالات متحده آمریکا است که در شهرستان لورین، اوهایو واقع شده‌است.
 بخش کلمبیا ۶۶٫۶۲ کیلومتر مربع مساحت و ۷٬۰۴۰ نفر جمعیت دارد و ۲۳۴ متر بالاتر از سطح دریا واقع شده‌است.